# Oedothorax trilineatus
Oedothorax trilineatus là một loài nhện trong họ Linyphiidae.
Loài này thuộc chi Oedothorax. Oedothorax trilineatus được Kendo Saito miêu tả năm 1934.